# Amilopectina

Estructura química d'un segment d'amilopectina mostrant els dos tipus d'enllaços entre molècules de glucosa presents α-(1,4) i α-(1,6).

Amilopectina és un polímer altament bifurcat de glucosa trobada en plantes. És un dels dos components del midó conjuntament amb l'amilosa. L'amilopectina representa aproximadament un 70% el pes del midó. No és soluble en aigua freda, però sí en aigua bullent. El seu pes molecular és molt alt, ja que algunes fraccions arriben a assolir fins a 200.000 kDa.
Les unitats de glucosa estan enllaçades de forma lineal amb enllaços α-(1,4). La bifurcació té lloc amb enllaços α-(1,6) que ocorren cada 24 - 30 unitats de glucosa. El seu homòleg en animals és el glicogen que té la mateixa composició i estructura, però amb una major bifurcació més extensa que ocorre cada 8 a 12 unitats de glucosa. L'amilopectina és molt ramificada, sent format de 2.000 a 200.000 unitats de glucosa. Les seves cadenes interiors es formen de 20-24 subunitats de glucosa.
L'amilopectina de patata és l'única que posseeix a la seva molècula grups èster fosfat, units més sovint en una posició O-6, mentre que el terç restant ho fa en posició O-3. Es diferencia del glucogen per tenir les ramificacions - (1,6) cada 25-30 monòmers, perquè aquest té les seves ramificacions cada 8-12 unitats de glucosa.
El midó actua com a polisacàrid de reserva en les plantes dins d'orgànuls especialitzats anomenats amiloplasts. Quan l'energia es necessita per al treball de cèl·lules, la planta hidrolitza el midó que allibera les subunitats de glucosa. Els humans i la resta d'animals herbívors també disposen d'enzims per hidrolitzar el midó.